# Manchester United F.C. mùa bóng 1949–50
Mùa giải 1949-50 là mùa giải lần thứ 48 của Manchester United ở The Football League. United đã đứng thứ tư trong bảng xếp hạng giải đấu cao nhất nước Anh vào cuối mùa giải và lọt vào vòng 6 FA Cup.
Hợp đồng đáng chú ý của câu lạc bộ trong mùa giải này là ký hợp đồng với thủ môn 18 tuổi đó là Ray Wood, đó là cầu thủ của câu lạc bộ bóng đá Darlington bởi vì Huấn luyện viên Matt Busby tìm kiếm một thủ môn trẻ để tăng tính cạnh tranh cho hai thủ môn Jack Crompton và Reg Allen vào năm 1950.

## First Division
| Thời gian                 | Đối thủ                 | H/A | Tỷ số Bt-Bb | Cầu thủ ghi bàn                          | Số lượng khán giả |
| ------------------------- | ----------------------- | --- | ----------- | ---------------------------------------- | ----------------- |
| ngày 20 tháng 8 năm 1949  | Derby County            | A   | 1 – 0       | Rowley                                   | 35,687            |
| ngày 24 tháng 8 năm 1949  | Bolton Wanderers        | H   | 3 – 0       | Mitten, Rowley, own goal                 | 41,748            |
| ngày 27 tháng 8 năm 1949  | West Bromwich Albion    | H   | 1 – 1       | Pearson                                  | 44,655            |
| ngày 31 tháng 8 năm 1949  | Bolton Wanderers        | A   | 2 – 1       | Mitten, Pearson                          | 36,277            |
| ngày 3 tháng 9 năm 1949   | Manchester City         | H   | 2 – 1       | Pearson (2)                              | 47,760            |
| ngày 7 tháng 9 năm 1949   | Liverpool               | A   | 1 – 1       | Mitten                                   | 51,587            |
| ngày 10 tháng 9 năm 1949  | Chelsea                 | A   | 1 – 1       | Rowley                                   | 61,357            |
| ngày 17 tháng 9 năm 1949  | Stoke City              | H   | 2 – 2       | Rowley (2)                               | 43,522            |
| ngày 24 tháng 9 năm 1949  | Burnley                 | A   | 0 – 1       |                                          | 41,072            |
| ngày 1 tháng 10 năm 1949  | Sunderland              | H   | 1 – 3       | Pearson                                  | 49,260            |
| ngày 8 tháng 10 năm 1949  | Charlton Athletic       | H   | 3 – 2       | Mitten (2), Rowley                       | 43,809            |
| ngày 15 tháng 10 năm 1949 | Aston Villa             | A   | 4 – 0       | Mitten (2), Bogan, Rowley                | 47,483            |
| ngày 22 tháng 10 năm 1949 | Wolverhampton Wanderers | H   | 3 – 0       | Pearson (2), Bogan                       | 51,427            |
| ngày 29 tháng 10 năm 1949 | Portsmouth              | A   | 0 – 0       |                                          | 41,098            |
| ngày 5 tháng 11 năm 1949  | Huddersfield Town       | H   | 6 – 0       | Pearson (2), Rowley (2), Delaney, Mitten | 40,295            |
| ngày 12 tháng 11 năm 1949 | Everton                 | A   | 0 – 0       |                                          | 46,672            |
| ngày 19 tháng 11 năm 1949 | Middlesbrough           | H   | 2 – 0       | Pearson, Rowley                          | 42,626            |
| ngày 26 tháng 11 năm 1949 | Blackpool               | A   | 3 – 3       | Pearson (2), Bogan                       | 27,742            |
| ngày 3 tháng 12 năm 1949  | Newcastle United        | H   | 1 – 1       | Mitten                                   | 30,343            |
| ngày 10 tháng 12 năm 1949 | Fulham                  | A   | 0 – 1       |                                          | 35,362            |
| ngày 17 tháng 12 năm 1949 | Derby County            | H   | 0 – 1       |                                          | 33,753            |
| ngày 24 tháng 12 năm 1949 | West Bromwich Albion    | A   | 2 – 1       | Bogan, Rowley                            | 46,973            |
| ngày 26 tháng 12 năm 1949 | Arsenal                 | H   | 2 – 0       | Pearson (2)                              | 53,928            |
| ngày 27 tháng 12 năm 1949 | Arsenal                 | A   | 0 – 0       |                                          | 65,133            |
| ngày 31 tháng 12 năm 1949 | Manchester City         | A   | 2 – 1       | Delaney, Pearson                         | 63,704            |
| ngày 14 tháng 1 năm 1950  | Chelsea                 | H   | 1 – 0       | Mitten                                   | 46,954            |
| ngày 21 tháng 1 năm 1950  | Stoke City              | A   | 1 – 3       | Mitten                                   | 38,877            |
| ngày 4 tháng 2 năm 1950   | Burnley                 | H   | 3 – 2       | Rowley (2), Mitten                       | 46,702            |
| ngày 18 tháng 2 năm 1950  | Sunderland              | A   | 2 – 2       | Chilton, Rowley                          | 63,251            |
| ngày 25 tháng 2 năm 1950  | Charlton Athletic       | A   | 2 – 1       | Carey, Rowley                            | 44,920            |
| ngày 8 tháng 3 năm 1950   | Aston Villa             | H   | 7 – 0       | Mitten (4), Downie (2), Rowley           | 22,149            |
| ngày 11 tháng 3 năm 1950  | Middlesbrough           | A   | 3 – 2       | Downie, Rowley                           | 46,702            |
| ngày 15 tháng 3 năm 1950  | Liverpool               | H   | 0 – 0       |                                          | 43,456            |
| ngày 18 tháng 3 năm 1950  | Blackpool               | H   | 1 – 2       | Delaney                                  | 53,688            |
| ngày 25 tháng 3 năm 1950  | Huddersfield Town       | A   | 1 – 3       | Downie                                   | 34,348            |
| ngày 1 tháng 4 năm 1950   | Everton                 | H   | 1 – 1       | Delaney                                  | 35,381            |
| ngày 7 tháng 4 năm 1950   | Birmingham City         | H   | 0 – 2       |                                          | 47,170            |
| ngày 8 tháng 4 năm 1950   | Wolverhampton Wanderers | A   | 1 – 1       | Rowley                                   | 54,296            |
| ngày 10 tháng 4 năm 1950  | Birmingham City         | A   | 0 – 0       |                                          | 35,863            |
| ngày 15 tháng 4 năm 1950  | Portsmouth              | H   | 0 – 2       |                                          | 44,908            |
| ngày 22 tháng 4 năm 1950  | Newcastle United        | A   | 1 – 2       | Downie                                   | 52,203            |
| ngày 29 tháng 4 năm 1950  | Fulham                  | H   | 3 – 0       | Rowley (2), Cockburn                     | 11,968            |

| # | Câu lạc bộ        | Tr | T  | H  | B  | Bt | Bb | Hs  | Điểm |
| - | ----------------- | -- | -- | -- | -- | -- | -- | --- | ---- |
| 3 | Sunderland        | 42 | 21 | 10 | 11 | 83 | 62 | +21 | 52   |
| 4 | Manchester United | 42 | 18 | 14 | 10 | 69 | 44 | +25 | 50   |
| 5 | Newcastle United  | 42 | 19 | 12 | 11 | 77 | 55 | +22 | 50   |

## FA Cup
| Thời gian           | Vòng đấu       | Đối thủ    | H/A | Tỷ số Bt-Bb | Cầu thủ ghi bàn              | Số lượng khán giả |
| ------------------- | -------------- | ---------- | --- | ----------- | ---------------------------- | ----------------- |
| 7 tháng 1 năm 1950  | Vòng 3         | Weymouth   | H   | 4 – 0       | Rowley (2), Delaney, Pearson | 38,284            |
| 28 tháng 1 năm 1950 | Vòng 4         | Watford    | A   | 1 – 0       | Rowley                       | 32,800            |
| 11 tháng 2 năm 1950 | Vòng 5         | Portsmouth | H   | 3 – 3       | Mitten (2), Pearson          | 53,688            |
| 15 tháng 2 năm 1950 | Vòng 5 Đấu lại | Portsmouth | A   | 3 – 1       | Delaney, Downie, Mitten      | 49,962            |
| 4 tháng 3 năm 1950  | Vòng 6         | Chelsea    | A   | 0 – 2       |                              | 70,362            |